# 1. Tennis-Bundesliga (Herren 30) 2010
Die 1. Tennis-Bundesliga der Herren 30 wurde 2010 zum siebten Mal ausgetragen.
Im Zeitraum vom 23. Mai bis zum 17. Juli 2010 kämpften acht Teams um die Meisterschaft im Herren 30 Tennis.

## Spieltage und Mannschaften
| Spieltage                                  | Spieltage                    |
| ------------------------------------------ | ---------------------------- |
| 1. Spieltag: So., 23. Mai 2010, 11:00 Uhr  |                              |
| 2. Spieltag: So., 13. Juni 2010, 11:00 Uhr |                              |
| 3. Spieltag: So., 20. Juni 2010, 11:00 Uhr |                              |
| 4. Spieltag: So., 27. Juni 2010, 11:00 Uhr |                              |
| 5. Spieltag: Sa., 3. Juli 2010, 12:00 Uhr  | So., 4. Juli 2010, 11:00 Uhr |
| 6. Spieltag: Sa., 10. Juli 2010, 13:00 Uhr |                              |
| 7. Spieltag: Sa., 17. Juli 2010, 13:00 Uhr |                              |

| Mannschaften                |
| --------------------------- |
| BASF TC Ludwigshafen        |
| DTV Hannover                |
| Gladbacher HTC              |
| KTHC Stadion Rot-Weiß Köln  |
| STG Geroksruhe Stuttgart    |
| TB Erlangen                 |
| TC Schönbusch Aschaffenburg |
| TG Westfalia Dortmund       |

## Abschlusstabelle
|     | Mannschaft                  | Begegnungen | Punkte | Matches | Sätze  | Spiele  |
| --- | --------------------------- | ----------- | ------ | ------- | ------ | ------- |
| 01. | Gladbacher HTC              | 7           | 12:1   | 54:9    | 111:20 | 714:336 |
| 02. | TC Schönbusch Aschaffenburg | 7           | 12:2   | 51:12   | 104:32 | 679:387 |
| 03. | TB Erlangen                 | 7           | 10:4   | 38:25   | 80:56  | 610:501 |
| 04. | DTV Hannover                | 7           | 8:6    | 31:32   | 67:69  | 572:568 |
| 05. | KTHC Stadion Rot-Weiß Köln  | 7           | 6:8    | 31:32   | 67:64  | 519:480 |
| 06. | TG Westfalia Dortmund       | 7           | 6:8    | 26:37   | 54:80  | 470:573 |
| 07. | STG Geroksruhe Stuttgart    | 7           | 2:12   | 18:45   | 42:93  | 396:632 |
| 08. | BASF TC Ludwigshafen        | 7           | 0:14   | 3:60    | 10:121 | 258:741 |

|  | Deutscher Meister (Herren 30): Gladbacher HTC                                                        |
|  | Abstieg in die 2. Tennis-Bundesliga (Herren 30) 2011: STG Geroksruhe Stuttgart; BASF TC Ludwigshafen |

## Mannschaftskader
| Pos. | Name               |
| ---- | ------------------ |
| 1    | Gunter Kummermehr  |
| 2    | Florian Marquardt  |
| 3    | Thomas Rühle       |
| 4    | Jiri Resler        |
| 5    | Marco Knobloch     |
| 6    | Marcel Grimme      |
| 7    | Konrad Peters      |
| 8    | Sascha Mahr        |
| 9    | Johannes Wingerter |
| 10   | Christian Bohn     |
| 11   | Kai-Oliver Bantow  |
| 12   | Christian Wagner   |
| 13   | Stefan Schubert    |
| 14   |                    |
| 15   |                    |
| 16   |                    |

| Pos. | Name                 |
| ---- | -------------------- |
| 1    | Karol Kučera         |
| 2    | Torsten Wolpers      |
| 3    | Gerrit Strehl        |
| 4    | Arne Thoms           |
| 5    | Sascha Nensel        |
| 6    | Ingo Herzgerodt      |
| 7    | Ingo Kroll           |
| 8    | Jens Peter           |
| 9    | Benjamin Osterbrink  |
| 10   | Jörn Grunewald       |
| 11   | Lars Lampe           |
| 12   | Alexander Freiberger |
| 13   | Torsten Grallert     |
| 14   | Mirko Slomka         |
| 15   |                      |
| 16   |                      |

| Pos. | Name                 |
| ---- | -------------------- |
| 1    | Jérôme Haehnel       |
| 2    | Martin Verkerk       |
| 3    | Stefano Pescosolido  |
| 4    | Marcus Hilpert       |
| 5    | Kim Tiilikainen      |
| 6    | Bartłomiej Dąbrowski |
| 7    | Martijn Belgraver    |
| 8    | Nick Weal            |
| 9    | Dieter Leurs         |
| 10   | Eric Reuijl          |
| 11   | Lars Zimmermann      |
| 12   | Davy Sels            |
| 13   | Jens-Peter Wenner    |
| 14   | Daniel Schillings    |
| 15   |                      |
| 16   |                      |

| Pos. | Name                |
| ---- | ------------------- |
| 1    | Vincenzo Santopadre |
| 2    | Giuseppe Menga      |
| 3    | Matteo Colla        |
| 4    | Marc-Kevin Goellner |
| 5    | Carsten Arriens     |
| 6    | Oliver Bartsch      |
| 7    | Christian Pauwels   |
| 8    | Thomas Olschewski   |
| 9    | Torben Theine       |
| 10   | Stephan Frings      |
| 11   | Ramon Winkens       |
| 12   | Markus Hintermeier  |
| 13   | Benjamin Kilian     |
| 14   | Thomas Röseler      |
| 15   |                     |
| 16   |                     |

| Pos. | Name             |
| ---- | ---------------- |
| 1    | Alessandro Motti |
| 2    | Iztok Božič      |
| 3    | Manuel Rezzaghi  |
| 4    | Jens Gerlach     |
| 5    | Jan Grüninger    |
| 6    | Marko Por        |
| 7    | Kay Spindler     |
| 8    | Oliver Wälder    |
| 9    | Holger Rebholz   |
| 10   | Michael Bayh     |
| 11   | Michael Kraus    |
| 12   | Heiko Kachel     |
| 13   | Christoph Zipf   |
| 14   | Ralph Moch       |
| 15   |                  |
| 16   |                  |

| Pos. | Name               |
| ---- | ------------------ |
| 1    | Radim Žitko        |
| 2    | Markus Hantschk    |
| 3    | Richard Drazny     |
| 4    | Daniel Dolbea      |
| 5    | Thassilo Haun      |
| 6    | Lukas Vojtechovsky |
| 7    | Wojtek Kowalski    |
| 8    | Martin Allinger    |
| 9    | Jan Plötzner       |
| 10   | Jörg Wölfel        |
| 11   | Wolfgang Schweiger |
| 12   | Jürgen Ropers      |
| 13   | Tobias Sankat      |
| 14   | Christian Wust     |
| 15   |                    |
| 16   |                    |

| Pos. | Name                  |
| ---- | --------------------- |
| 1    | Kornél Bardóczky      |
| 2    | Lars Uebel            |
| 3    | Gabor Jaross          |
| 4    | Benjamin Ebrahimzadeh |
| 5    | Miklós Jancsó         |
| 6    | David Basile          |
| 7    | Florian Preißler      |
| 8    | Sándor Noszály        |
| 9    | Szabolcs Bujtas       |
| 10   | Alexander Jung        |
| 11   | Marco Appelmann       |
| 12   | Oliver Bergmann       |
| 13   | Nirmel Osmanovic      |
| 14   | Kai Hagenkötter       |
| 15   |                       |
| 16   |                       |

| Pos. | Name                  |
| ---- | --------------------- |
| 1    | Stefano Tarallo       |
| 2    | Ricardo Ciruolo       |
| 3    | Adam Barnes           |
| 4    | Gianluca Gatto        |
| 5    | Christian Kozik       |
| 6    | Dinko Verzi           |
| 7    | Henrik Müller-Frerich |
| 8    | Volker Kaupert        |
| 9    | Jens Stephan Kemke    |
| 10   | Mathias Nieweg        |
| 11   | Thomas Wittenberg     |
| 12   | Peter Kreis           |
| 13   | Markus Wallmann       |
| 14   |                       |
| 15   |                       |
| 16   |                       |

## Ergebnisse
| Datum/Uhrzeit      | Heimmannschaft              | Gastmannschaft              | Matches | Sätze | Spiele |
| ------------------ | --------------------------- | --------------------------- | ------- | ----- | ------ |
| So. 23. Mai 11:00  | DTV Hannover                | TB Erlangen                 | 4:5     | 8:11  | 90:103 |
| So. 23. Mai 11:00  | Gladbacher HTC              | BASF TC Ludwigshafen        | 9:0     | 18:0  | 108:24 |
| So. 23. Mai 11:00  | TC Schönbusch Aschaffenburg | STG Geroksruhe Stuttgart    | 9:0     | 18:1  | 105:25 |
| So. 23. Mai 11:00  | TG Westfalia Dortmund       | KTHC Stadion Rot-Weiß Köln  | 5:4     | 10:10 | 72:87  |
| So. 13. Juni 11:00 | Gladbacher HTC              | DTV Hannover                | 9:0     | 18:1  | 107:48 |
| So. 13. Juni 11:00 | TB Erlangen                 | STG Geroksruhe Stuttgart    | 7:2     | 14:6  | 92:56  |
| So. 13. Juni 11:00 | BASF TC Ludwigshafen        | KHTC Stadion Rot-Weiß Köln  | 1:8     | 2:17  | 46:108 |
| So. 13. Juni 11:00 | TC Schönbusch Aschaffenburg | TG Westfalia Dortmund       | 9:0     | 18:1  | 108:41 |
| So. 20. Juni 11:00 | DTV Hannover                | TC Schönbusch Aschaffenburg | 1:8     | 4:16  | 57:100 |
| So. 20. Juni 11:00 | KTHC Stadion Rot-Weiß Köln  | Gladbacher HTC              | 0:9     | 0:18  | 38:110 |
| So. 20. Juni 11:00 | STG Geroksruhe Stuttgart    | BASF TC Ludwigshafen        | 9:0     | 18:1  | 107:36 |
| So. 20. Juni 11:00 | TG Westfalia Dortmund       | TB Erlangen                 | 2:7     | 4:14  | 53:103 |
| So. 27. Juni 11:00 | KTHC Stadion Rot-Weiß Köln  | DTV Hannover                | 3:6     | 7:12  | 64:77  |
| So. 27. Juni 11:00 | STG Geroksruhe Stuttgart    | Gladbacher HTC              | 0:9     | 0:18  | 40:112 |
| So. 27. Juni 11:00 | BASF TC Ludwigshafen        | TG Westfalia Dortmund       | 0:9     | 2:18  | 28:102 |
| So. 27. Juni 11:00 | TB Erlangen                 | TC Schönbusch Aschaffenburg | 3:6     | 9:13  | 85:97  |
| Sa. 3. Juli 12:00  | DTV Hannover                | STG Geroksruhe Stuttgart    | 6:3     | 13:8  | 101:86 |
| So. 4. Juli 11:00  | Gladbacher HTC              | TG Westfalia Dortmund       | 9:0     | 18:0  | 109:38 |
| So. 4. Juli 11:00  | KTHC Stadion Rot-Weiß Köln  | TB Erlangen                 | 7:2     | 15:4  | 93:48  |
| So. 4. Juli 11:00  | TC Schönbusch Aschaffenburg | BASF TC Ludwigshafen        | 8:1     | 16:2  | 107:49 |
| Sa. 10. Juli 13:00 | BASF TC Ludwigshafen        | DTV Hannover                | 1:8     | 3:16  | 45:100 |
| Sa. 10. Juli 13:00 | TB Erlangen                 | Gladbacher HTC              | 5:4     | 10:10 | 70:82  |
| Sa. 10. Juli 13:00 | TG Westfalia Dortmund       | STG Geroksruhe Stuttgart    | 7:2     | 15:5  | 101:39 |
| Sa. 10. Juli 13:00 | TC Schönbusch Aschaffenburg | KTHC Stadion Rot-Weiß Köln  | 7:2     | 14:4  | 84:44  |
| Sa. 17. Juli 13:00 | DTV Hannover                | TG Westfalia Dortmund       | 6:3     | 13:6  | 99:63  |
| Sa. 17. Juli 13:00 | Gladbacher HTC              | TC Schönbusch Aschaffenburg | 5:4     | 11:9  | 86:78  |
| Sa. 17. Juli 13:00 | STG Geroksruhe Stuttgart    | KTHC Stadion Rot-Weiß Köln  | 2:7     | 4:14  | 43:85  |
| Sa. 17. Juli 13:00 | TB Erlangen                 | BASF TC Ludwigshafen        | 9:0     | 18:0  | 109:30 |